# Vampiri: i secoli bui
Vampiri: i secoli bui (Vampire: The Dark Ages) è la versione ambientata nel medioevo del gioco di ruolo della White Wolf Vampiri: la masquerade. L'edizione originale del 1996 è ambientata nel 1197, mentre l'edizione del 2002 (Dark Ages: Vampire) è ambientata nel 1230.
Mentre in Vampiri: la masquerade, ambientata nell'epoca moderna, il gioco è incentrato tra intrighi politici e lotta per la sopravvivenza in un mondo di tenebra, I Secoli Bui tende ad evidenziare tutti i punti di forza dei vampiri, rendendoli esseri superiori e temuti agli occhi dei mortali, in grado di dominare il mondo con la sola forza dei propri poteri.
Essendo il gioco ambientato nel Medioevo, in un'epoca in cui l'Inquisizione era nata da pochi anni, in I Secoli Bui non esiste ancora la Masquerade, ovvero il velo di menzogna che separa i cainiti (vampiri) dalla conoscenza da parte del genere umano e di conseguenza non esistono nemmeno le sette che raggruppano più clan come lo saranno la Camarilla o il Sabbat: solo i clan e altre piccole organizzazioni si occupano della "non-vita" e della morte dei propri infanti.
Ne I Secoli Bui i vampiri governano la notte e alcuni sono anche riveriti e adorati, sebbene il potere dell'Inquisizione e di altri nemici mortali restringano la loro libertà. L'Eresia Cainita tenta di infiltrare la Chiesa cattolica. Il clan Tremere è ai primordi e in guerra contro il potente clan Tzimisce, ma entrambi non hanno ancora imposto la loro maledizione di sangue sugli Assamiti.

## Clan superiori
Clan definiti come nobili o dominanti all'epoca, le casate dell'alta società vampirica Europea
- Cappadociani: maghi estintisi a causa dei Negromanti Giovanni, all'epoca solo una linea di sangue. Discipline: Auspex, Mortis e Robustezza.
- Lasombra: mescolatisi con la chiesa, all'epoca non ancora convertiti all'ideologia del Sabbat. Discipline: Dominazione, Ottenebramento e Potenza.
- Tzimisce: divisi in famiglie nell'Europa dell'est, I vampiri transilvani di cui fa parte anche Dracula. Discipline: Animalità, Auspex e Vicissitudine.
- Toreador: legati in parte al poco commercio, all'epoca un clan potentissimo, per il resto invariati. Discipline: Ascendente, Auspex e Velocità.
- Brujah: all'epoca non erano ancora collassati e ridottisi ai 4 sbandati motociclisti ubriachi ed erano tanto nobili e filosofi quanto potenti. Discipline (se del vecchissimo clan): Ascendente, Potenza e Temporis, del successivo Ascendente, Potenza e Velocità (notizia non certa)
- Ventrue: la casata occidentale, si mescolavano ai nobili europei come i Lasombra ai Preti, più potenti e meno disprezzati dei loro eredi. Discipline: Ascendente, Dominazione e Robustezza.

## Bassi clan
Clan all'epoca o in guerra con i maggiori o disprezzati o più semplicemente il popolo vampirico europeo.
- Malkavian: vagabondi disorganizzati, profeti e psicotici, più eretici che servi. Discipline: Auspex, Oscurazione + Demenza/Dominazione (se normali o dominatori).
- Nosferatu: il clan all'epoca servo per eccellenza, schiavo soprattutto degli Tzimisce. Discipline: probabilmente le stesse delle notti moderne Animalità, Oscurazione e Potenza.
- Gangrel: clan Pagano disprezzato per i modi poco "gentili", in parte schiavi, in parte liberi nei boschi. Nel ceppo Originale: Animalità, Proteide e Robustezza.
- Assamiti: non ancora maledetti dall'alleanza Tremere-Tzimisce, clan islamico temuto ma usato ogni tanto come mercenari. Discipline, divise in base alla casta: Stregoni - Oscurazione, Quietus E Stregoneria Assamita; Visir - Auspex, Velocità e Quietus; Guerrieri - Oscurazione e Velocità + Quietus.
- Seguaci di Set: stranieri odiati, visti più come un clan invasore che come un basso clan. Discipline: Ascendente, Oscurazione/Potenza (in base se guerrieri o no) e Serpentis.
- Tremere: clan  nato da meno di 50 anni, odiato per il rito sacrilego che lo generò, in guerra con gli Tzimisce e servi e maghi mercenari per gli altri. Discipline: Auspex, Dominazione e Taumaturgia.
- Ravnos: considerati come feccia zingara nella mentalità europea, così come nelle notti moderne. Ignorati se possibile, altrimenti da scacciare o rendere schiavi; in media sono visti così nella mentalità delle casate alte. Discipline: in Europa Animalità, Chimerismo e Robustezza.

## Clan eretico
Clan odiato da tutti ma numericamente superiore alla somma di tutti gli altri.
- Progenie di Belial: clan di fanatici conoscenti i segreti blasfemi del mondo, servitori della rovina spesso visti come satanisti, un mistero vista la loro forte fedeltà e il modo in cui gli Tzimisce dispongono di Revenant. Discipline: Ascendente, Oscurazione (altre in eventuali linee di sangue) e sempre e comunque Daimonion.